# Cathédrale Saint-Jean-Baptiste de Paris
Pour les articles homonymes, voir Cathédrale Saint-Jean-Baptiste.
La cathédrale Saint-Jean-Baptiste est une cathédrale de l'Église apostolique arménienne située dans le 8e arrondissement de Paris, au no 15 de la rue Jean-Goujon.

## Historique

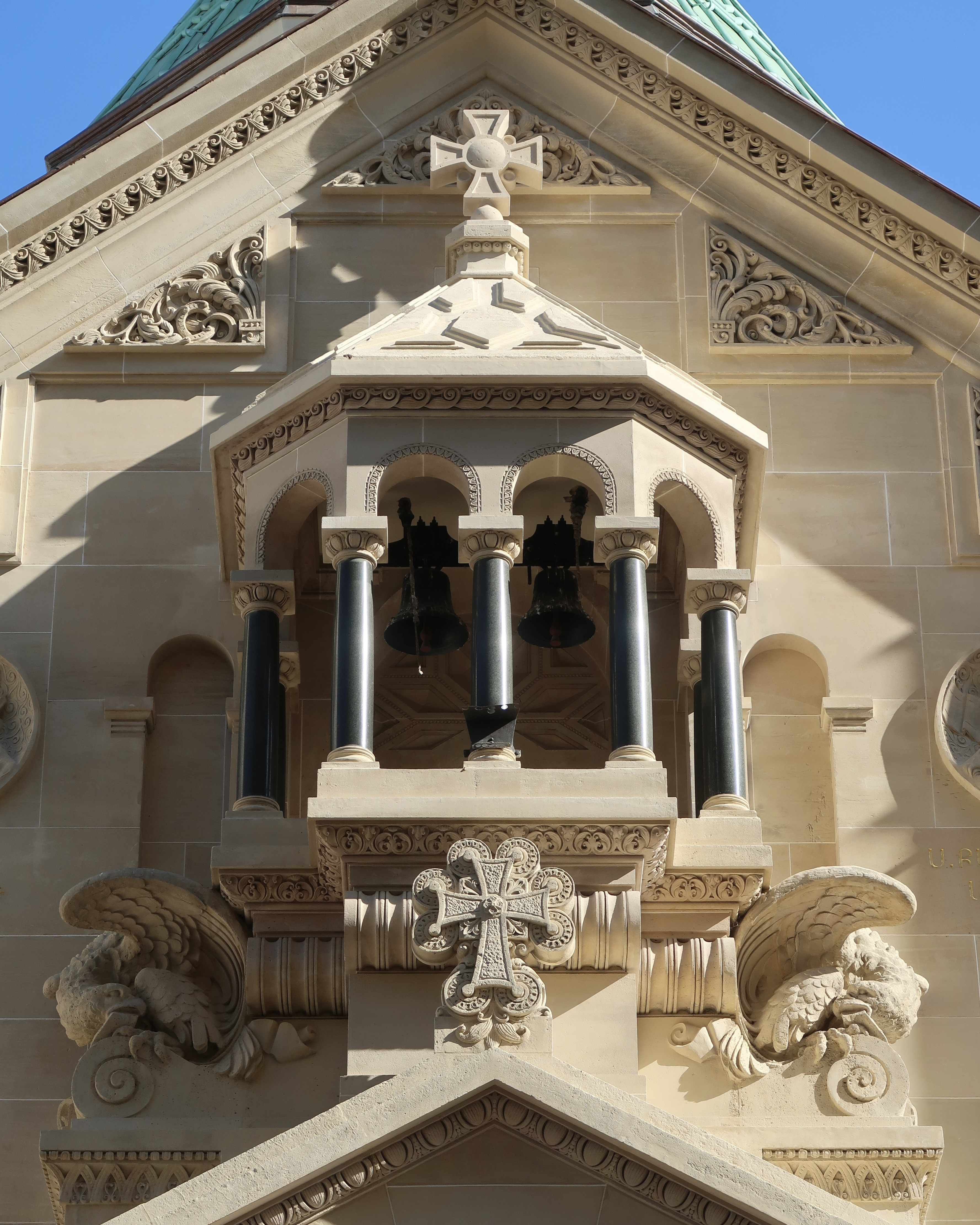
Détail.
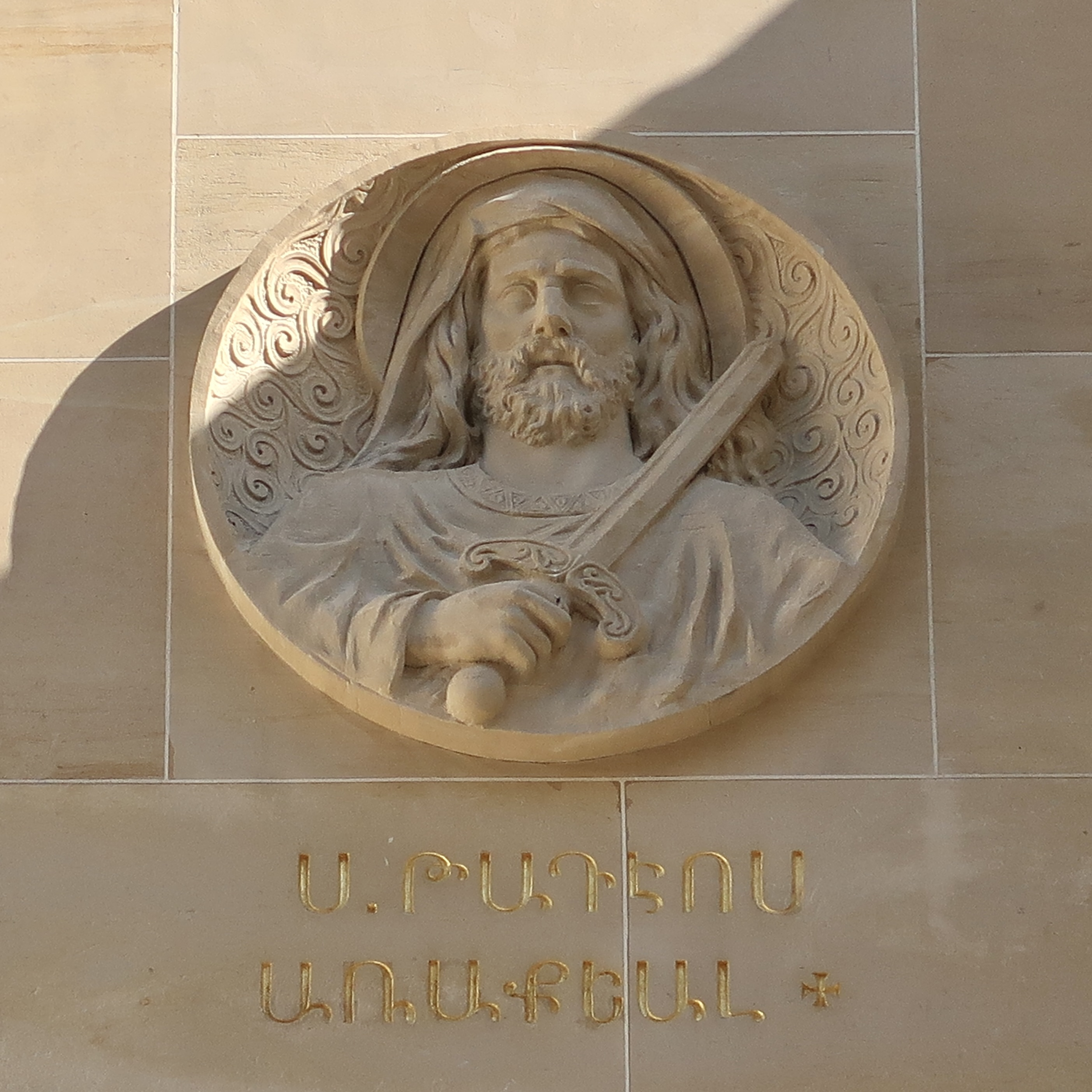
Relief.
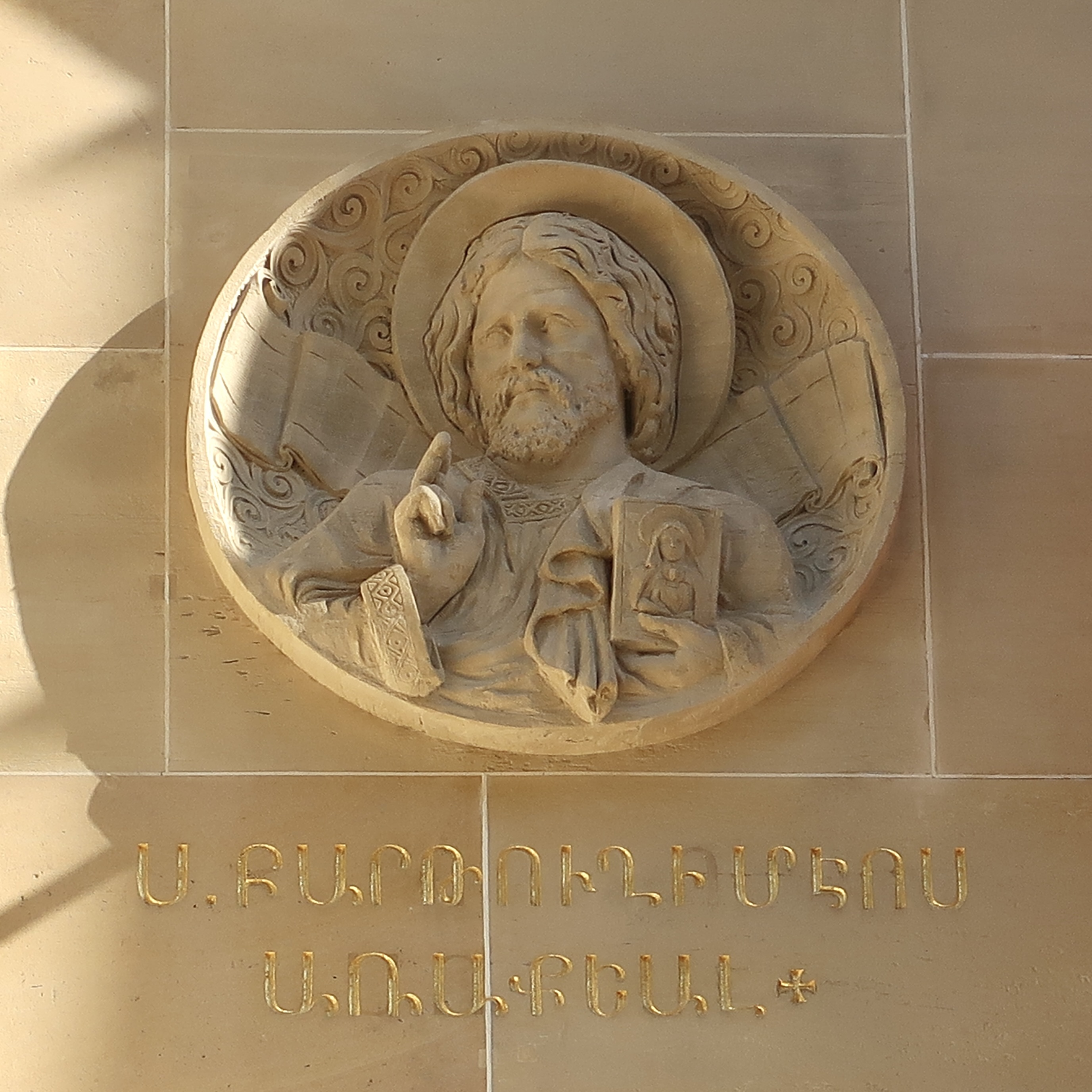
Relief.

La pose de la première pierre a lieu le 5 octobre 1902 en présence de Mgr Kévork Utudjian (1851-1919). Elle est construite entre 1902 et 1904 grâce à Alexandre Mantachiants (ou Mantachev), richissime Arménien originaire de Tbilissi ayant fait fortune dans le pétrole et qui achète le terrain pour 450 000 francs.
À partir de sa fondation en décembre 2006 par le catholicos Garéguine II Nersissian, la cathédrale est le siège du Diocèse arménien de France.
Devant la cathédrale sont installées une pierre-croix du XIIIe siècle et une statue en hommage aux volontaires arméniens de l'armée française morts pour la France durant la Première Guerre mondiale.
Début octobre 2018, la cathédrale accueille les obsèques de l'artiste Charles Aznavour.

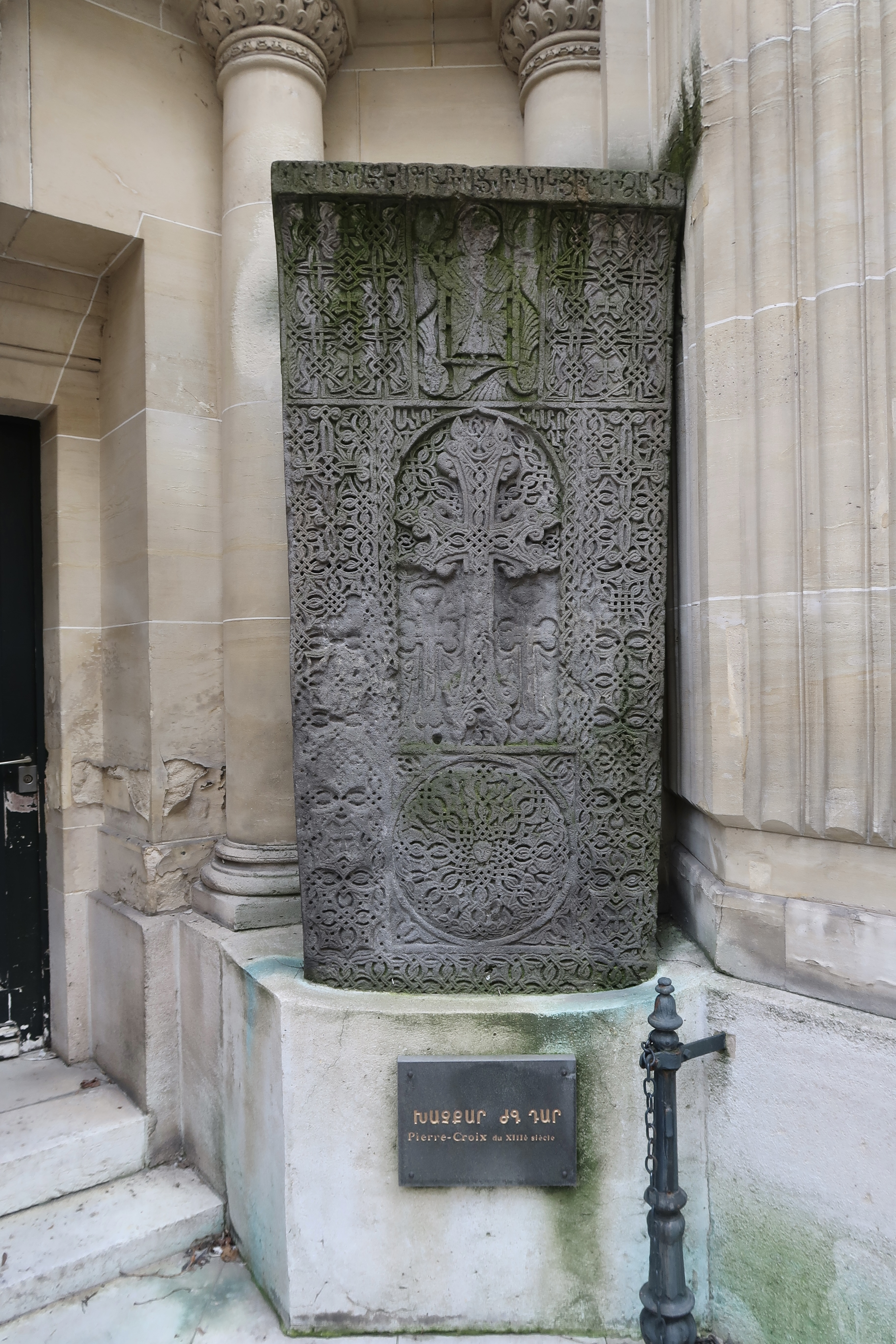
Pierre-croix.
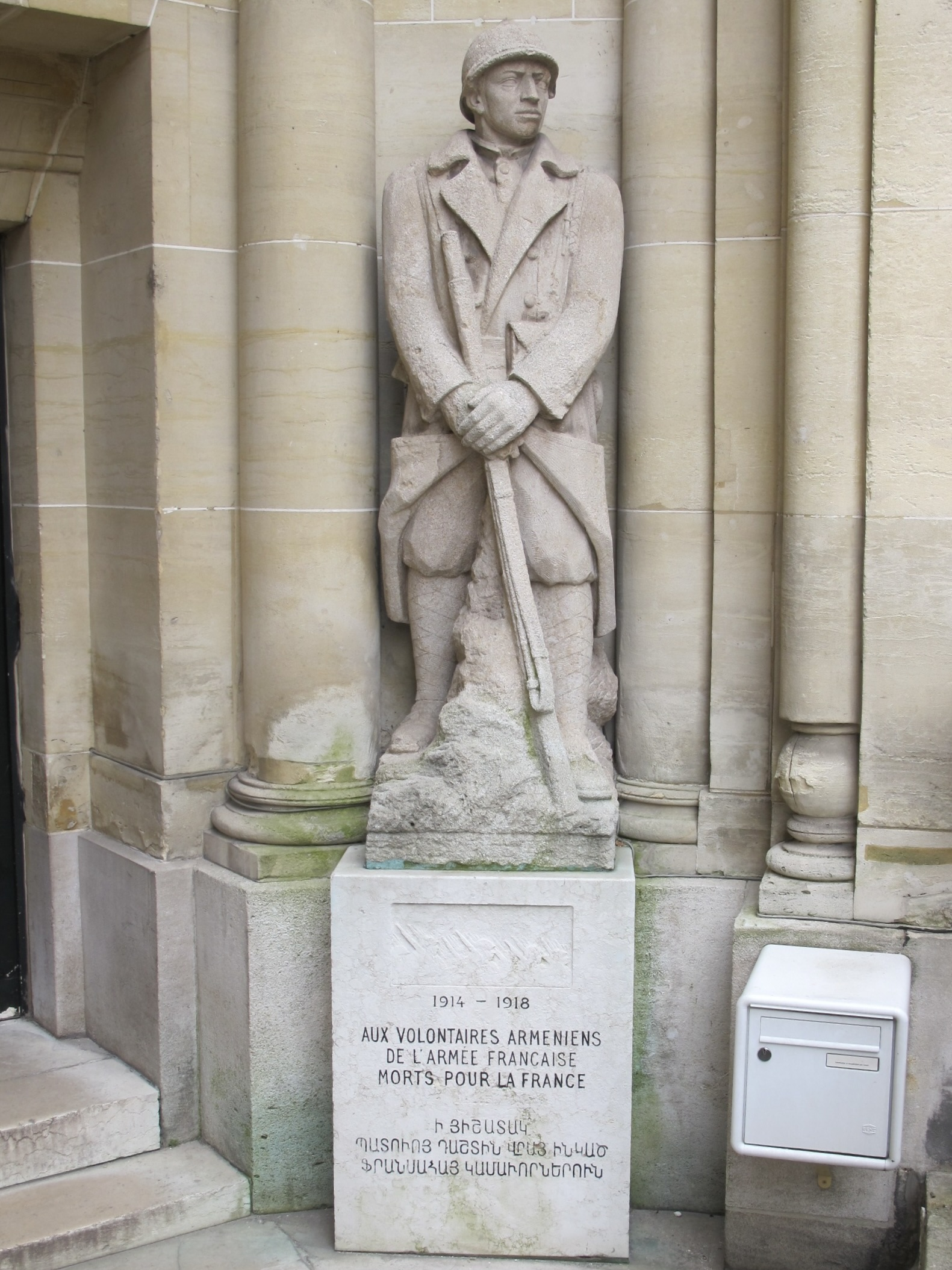
Statue.
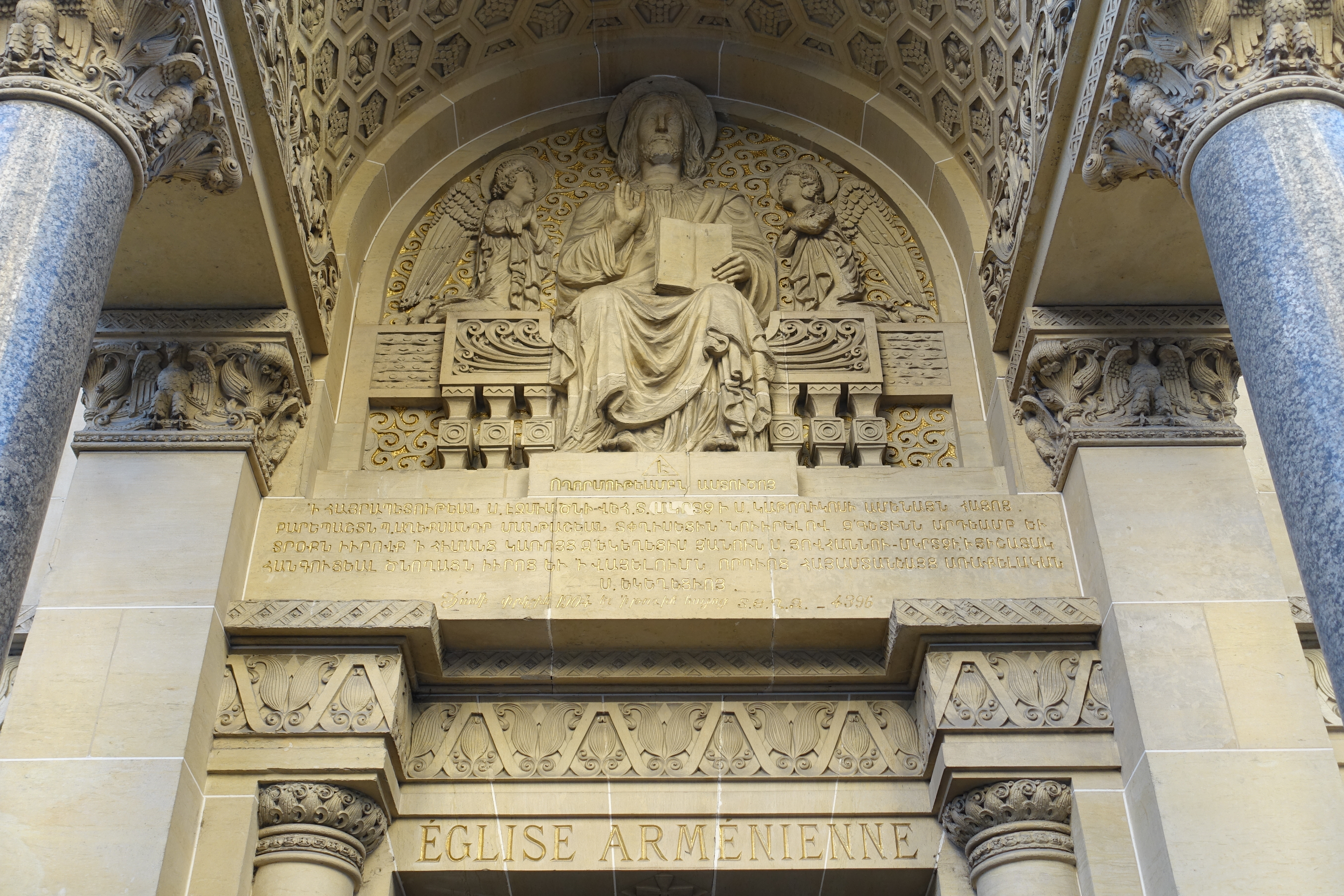
Tympan.

- Détail.
- Relief.
- Relief.

## L'orgue
Orgue Danion-Gonzalez (1970) ; 2 claviers de 61 notes et pédalier de 32 notes ; transmissions électriques ; 17 jeux (15 réels).
L'orgue est vendu à la cathédrale Notre-Dame de Senlis pour un euro et quitte la cathédrale Saint-Jean-Baptiste en septembre 2018. Il a été remplacé par un orgue électrique.